# Centuri
Centuri (en cors Centuri) és un municipi francès, situat a la regió de Còrsega, al departament d'Alta Còrsega. L'any 1999 tenia 229 habitants. Forma part de la comarca natural de Cap Cors.

## Demografia
| 1962 | 1968 | 1975 | 1982 | 1990 | 1999 |
| ---- | ---- | ---- | ---- | ---- | ---- |
| 257  | 257  | 247  | 195  | 201  | 229  |

## Administració
| Període   | Identitat      | Partit          | Qualitat |  |
| --------- | -------------- | --------------- | -------- |  |
| març 1970 | Pierre Carrara | PCF             |          |  |
| març 2001 | Joseph Micheli | Corsica Nazione |          |  |

## Personatges il·lustres
- Leonetto Cipriani